# Корабельников Олег Сергійович
Олег Сергійович Корабельников (нар. 13 серпня 1949, м. Красноярськ) — російський письменник, лауреат премії «Аеліта» (1990).

## Життєпис
Народився в 1949 році в Красноярську в сім'ї військового. Закінчив Красноярський медичний інститут, з 1973 року працює лікарем-реаніматологом. У 1976 році вступив на заочне відділення в Літературний інститут імені Горького, який закінчив шість років потому.
З 1972 по 1997 рік опублікував кілька десятків повістей і оповідань, що виходили як у збірниках, так і окремими книгами. Твори Корабельникова переведені на чотирнадцять мов, включаючи англійську, китайську, німецьку, французьку і японську. Дві повісті лягли в основу сценаріїв художніх фільмів.
Корабельникова зазвичай відносять до письменникам-фантастам, проте сам він не вважає ні фантастом, ні професійним письменником: «На превелике щастя своєму літературою не захворів і письменником себе не вважаю. Тільки лікарем. А хобі є хобі. Збирати марки або писати романи — для мене речі рівнозначно несерйозні, покликані лише відвернути людину від самотності перед неминучою смертю».
В даний час відійшов від активної літературної діяльності.

### Повісті та оповідання
- Мікроділогія (1972);
- Справжні чоловіки (1976);
- Розсічена плоть (1977);
- Майстер по світлу (1977);
- Маленький трактат про жабу і жабнику (1977);
- Хмарка над головою (1978);
- Вісь (1978);
- Стіл Рентгена (1978);
- Дотик крил (1978);
- Ожеледь (1979);
- Вежа птахів (1979);
- Встань і лети (1979);
- Будинок і домовик (1980);
- Про властивості льоду (1980);
- Надовго, може, назавжди (1981);
- І відкриються двері (1982);
- Поділ сфінкса (1983);
- Замнем для ясності (1983);
- Лінивий чудотворець (1983);
- П'єро хоче бути людиною (1983);
- Тебе покличуть, підкидьок (1983);
- Дурні казки (1984);
- Нездійснене, ти прекрасно! (1984);
- На схід від півночі (1985);
- Мертва вода (1986);
- І небо, як сувій (1987);
- Міфи (1996).

### Авторські збірки
- Вежа птахів (1981);
- І відкриються двері (1984);
- Дотик крил (1986);
- Мертва вода (1989);
- На схід від півночі (1989);
- Подвійна безодня (1992);
- Вежа птахів (1997, не плутати з однойменною збіркою 1981 року);
- Мертва вода (2013);
- Вибрані твори в двох томах (2015).